# موتور مراد عبد اللهي
موتور مراد عبد اللهي (بالإنجليزية: Mowtowr-e Morad Abdollahi)‏ هي منطقة سكنية تقع في سيستان وبلوتشستان في إيران. يقدر عدد سكانها بـ 75 نسمة .